# Яванский ящер
Яванский ящер, или индокитайский ящер, или яванский панголин (лат. Manis javanica) — млекопитающее из отряда панголинов.
Распространён в Юго-Восточной Азии (Таиланд, Индонезия (острова Ява, Суматра, более мелкие), Филиппины, Вьетнам, Лаос, Камбоджа, Малайзия, Сингапур). Живет в лесах, активно лазает по деревьям в поисках пищи, которую также находит в подлеске. Несмотря на сходство с пресмыкающимися и ассоциативное название, относится к млекопитающим.
Близкие виды — Manis culionensis и китайский ящер.
Естественные враги — тигр, человек, леопард.

## Описание вида и жизни
Имеет мощные когти, которыми вскапывает почву в поисках любимых гнезд муравьёв и насекомых. Любит питаться термитами. Самки крупнее самцов, голова панголина устроена своеобразно. Тело покрыто ороговевшей «броней».
Яванские ящеры рожают раз в год, одного или двух детенышей, о которых заботятся еще несколько месяцев.

## Человек и ящер
Считается, что панголины (в том числе и этот вид) полезны — они поедают термитов и своими норами способствуют аэрации почвы. Однако люди охотились на них из-за мяса, шкур и прочих частей тела. Нужно сказать, что одной из целей охоты было получение лекарств для людей. Крупнейшим рынком убитых ящеров в 1980—1985 гг. были США.